# Butovói kivégzőhely

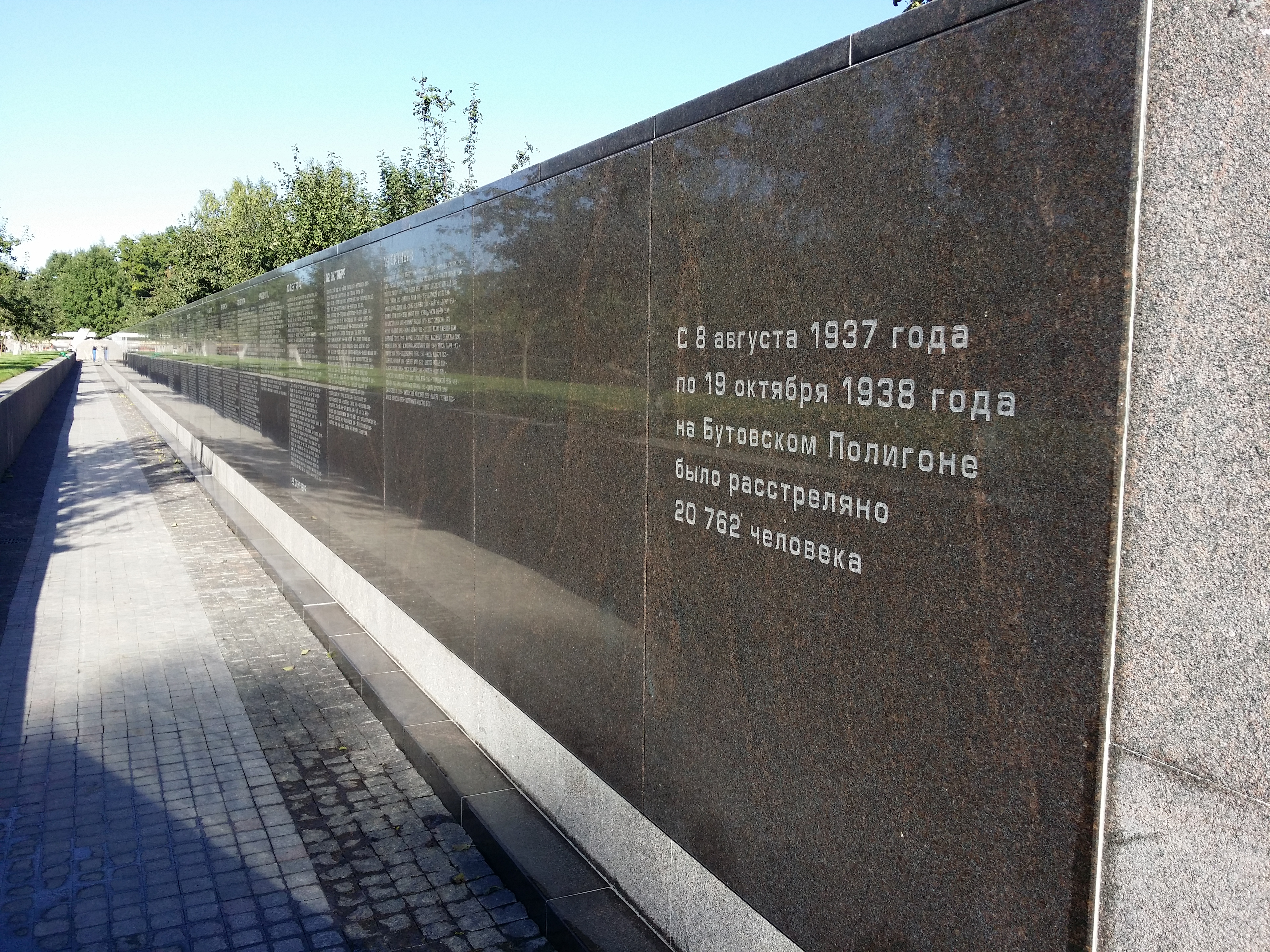
Emlékmű a 20 765 kivégzett tiszteletére

A butovói kivégzőhely (oroszul Бутовский полигон) Moszkva egyik kerületében (Juzsnoje Butovo) elhelyezkedő terület, ahol több mint 20 ezer politikai foglyot lőttek agyon a Sztálin által kezdeményezett tisztogatások idején (1934–1938), illetve 1938 és 1953 között. Az áldozatok között volt többek közt Barta Sándor és Karikás Frigyes is. A térség ma az orosz ortodox egyház tulajdonában van, 1995-ben itt építették fel az Orosz Újjászületés Emléktemplomot.

## Története
A 19. századig a terület a Koszmodamianszkoje-Drozzsino nevezetű település alá tartozott, először 1568-ban jegyezték fel, ekkor egy helyi bojár, Fjodor Drozzsin tulajdona volt. 1889-ben a tulajdonos, Nyikolaj Szolovjov ménest alakított ki, és egy hatalmas lóversenypályát is építtetett. Az új tulajdonos, Ivan Zimin a telket  átadta a bolsevik államnak, majd elhagyta az országot. Ekkortájt került a Vörös Hadsereg kezelésébe.
Az 1920-as években a terület tulajdonjogát az OGPU-nak engedték át, 1935-ben az NKVD lőterévé alakították át. A megmaradt kommunarkai területen szovhozt hoztak létre, illetve Jagodának volt itt dácsája.

## A Nagy Tisztogatás idején
A sztálini tisztogatások idején a Moszkvához közeli temetők a nagyszámú áldozat miatt elégtelennek bizonyultak. Emiatt 1936 végén mind a lőteret, mind pedig a kommunarkai szovhoz területét „Speciális Objektummá”, azaz, az NKVD titkos kivégzőhelyévé alakítottak át.
Az áldozatok pontos számát nem lehet megállapítani, mert csak kevés adat került nyilvánosságra. Az 1937. augusztus 1. és 1938. október 19. között meggyilkoltak számát 20 765-re teszik. Állítólag a legtöbb áldozatot 1938. február 28-a követelt, mikor 562 embert gyilkoltak meg. Butovó egyben temetőként is szolgált. A területet később a KGB is erősen őrizte, majd az orosz titkosrendőrség vette át ezt a feladatot, egészen 1995-ig, amikor a telket az orosz ortodox egyház vásárolta meg.

## Nevesebb magyar áldozatok[4]
- Barta Sándor
- Boross László
- Jancsik Ferenc
- Jankovics Lajos[5]
- Karikás Frigyes
- Landler Ernő[6]
- Magyar Lajos[7]
- Matusán Béla
- Sugár Tivadar[8]

## Fordítás
- Ez a szócikk részben vagy egészben  a   Butovo fire range című angol Wikipédia-szócikk ezen változatának fordításán alapul.  Az eredeti cikk szerkesztőit annak laptörténete sorolja fel. Ez a jelzés csupán a megfogalmazás eredetét és a szerzői jogokat jelzi, nem szolgál a cikkben szereplő információk forrásmegjelöléseként.